# Fuero Reducido de Navarra
El Fuero Reducido de Navarra es una recopilación de leyes y fueros de Navarra elaborada durante el siglo XVI, tras la Incorporación de Navarra a la Corona de Castilla, que buscaba simplificar el Fuero General de Navarra, elaborado en época medieval. No logró obtener la preceptiva sanción real para su impresión y publicación pero, aun así, como se indica en la Gran enciclopedia de Navarra, «fue empleado en la práctica por los juristas, a pesar de no haber tenido una vigencia oficial.»
Esta iniciativa estaba lejos de ser algo singular de Navarra y, por contra, se enmarca en un contexto general acaecido con el surgimiento del nuevo modelo de estado que estaba experimentando la monarquía española durante el siglo XVI. Es la llamada época de las recopilaciones detrás de la cual «se ocultaba una cuestión política, ya que a través de la recopilación del derecho se manifestaba el reconocimiento más o menos velado de la soberanía del rey».
El Fuero Reducido, en palabras del profesor Ismael Sánchez Bella, tiene una «importantísima trascendencia» para el derecho vigente «porque aparte de que este Derecho histórico de Navarra ha sido el vigente hasta 1973 -ayer, como quien dice- todavía se rige hoy, por cuanto el Fuero Nuevo, la Compilación de nuestro Derecho civil foral, lo declara así, en su ley 1 al afirmar que conserva rango preferente para la interpretación e integración de sus propios preceptos».

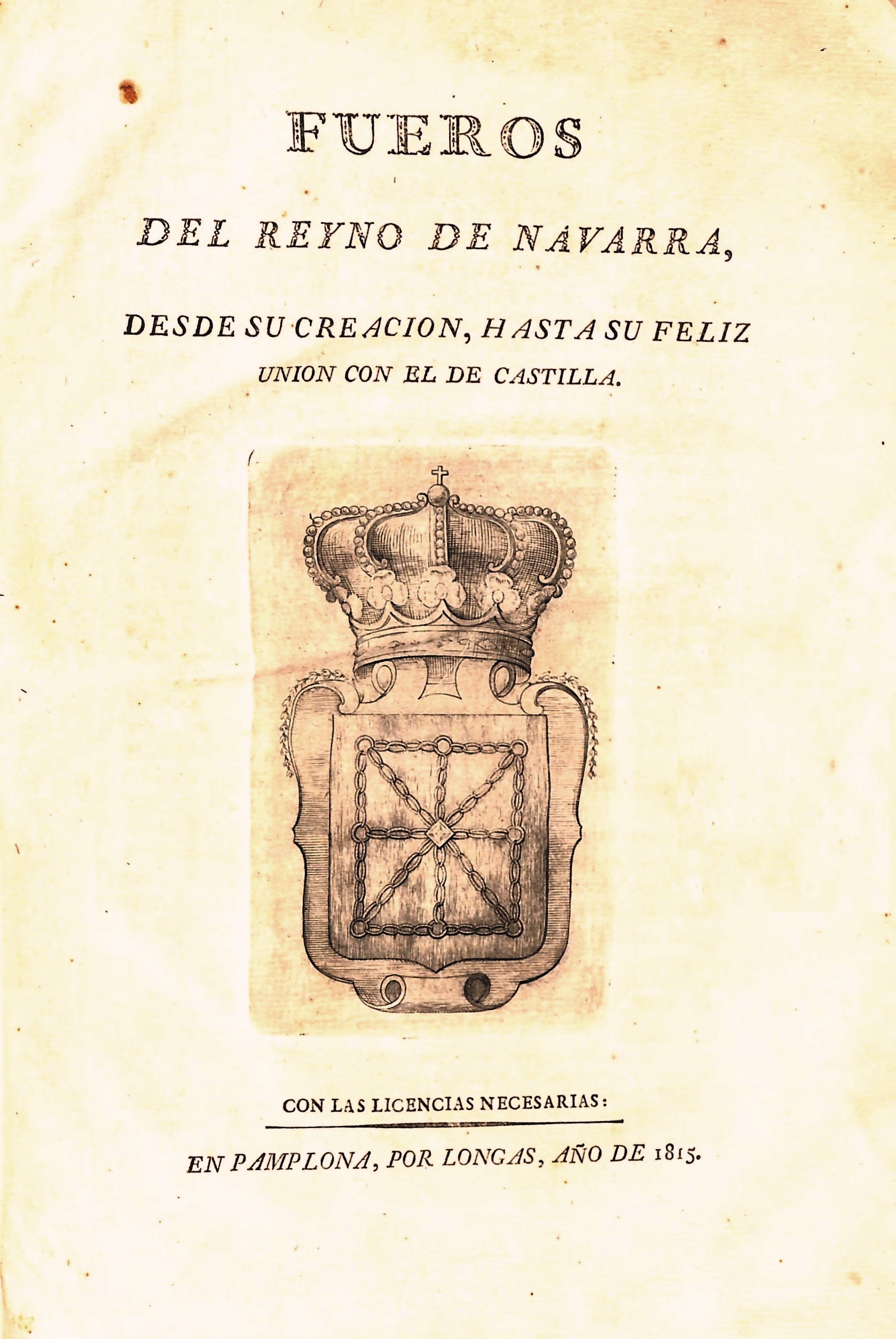
Fueros del Reyno de Navarra desde su creación hasta su feliz unión con el de Castilla (edición de 1815)

## Historia
La grave confusión normativa que se daba en Navarra en el siglo XVI llevó a Catalina I de Navarra y Juan III de Albret a dirigirse a las Cortes de Navarra en 1511 pidiendo su actuación al respecto:

«La contrariedad de los diversos fueros y leyes de este nuestro Reyno y estilo y práctica, y usos y costumbres que hacen ley, que algunas repugnan y contradicen a otras»
Catalina I de Navarra, Juan III de Albret. 1511

Con la anexión de Navarra a Castilla (1515), el deseo de unificar tales leyes se convirtió en una necesidad política: «La independencia del Reyno exigía la independencia del Derecho navarro frente al Derecho castellano» ya que la expansión de este último suponía «un peligro cierto y podía convertirse en hecho consumado». Ya el 28 de enero de 1514, reunido el reino en Cortes, se recibe la propuesta del virrey de Navarra, Diego Férnandez de Córdoba, marqués de Comares, para formar una comisión con el objeto de reformar los fueros.
El monarca Carlos IV de Navarra, I de Castilla otorgó su visto bueno a la comisión de expertos que le propusieron en las Cortes de Navarra celebradas en Pamplona (1528) para sacar adelante el proyecto. Formaban ese equipo algunos expertos del Consejo Real de Navarra además de otros representantes nombrados por las propias Cortes (2 nobles, 2 eclesiásticos y 6 de las buenas villas).
 

La obra tenía por objeto recopilar los fueros, las Ieyes y las ordenanzas vigentes en el Reino de Navarra en un único texto legal. La redacción se realizó entre 1528 y 1538 con el propósito añadido de lograr la reducción en un solo volumen de toda la legislación vigente en ese momento en Navarra para cuya tarea era preceptivo «eliminar lo superfluo y confuso pero sin cambiar la sustancía, modernizando y haciendo más comprensible la legislación del Reyno», es decir «tratar de “reducir a unidad” la diversidad de fueros existente en Navarra, el texto se conoció como Fuero Reducido». Ante la petición de la firma del monarca que autorizara su aplicación el Consejo de Castilla informó negativamente (1533 y 1538) bajo el pretexto de que «algunos artículos ponían en entredicho la preeminencia y la autoridad regias.» 

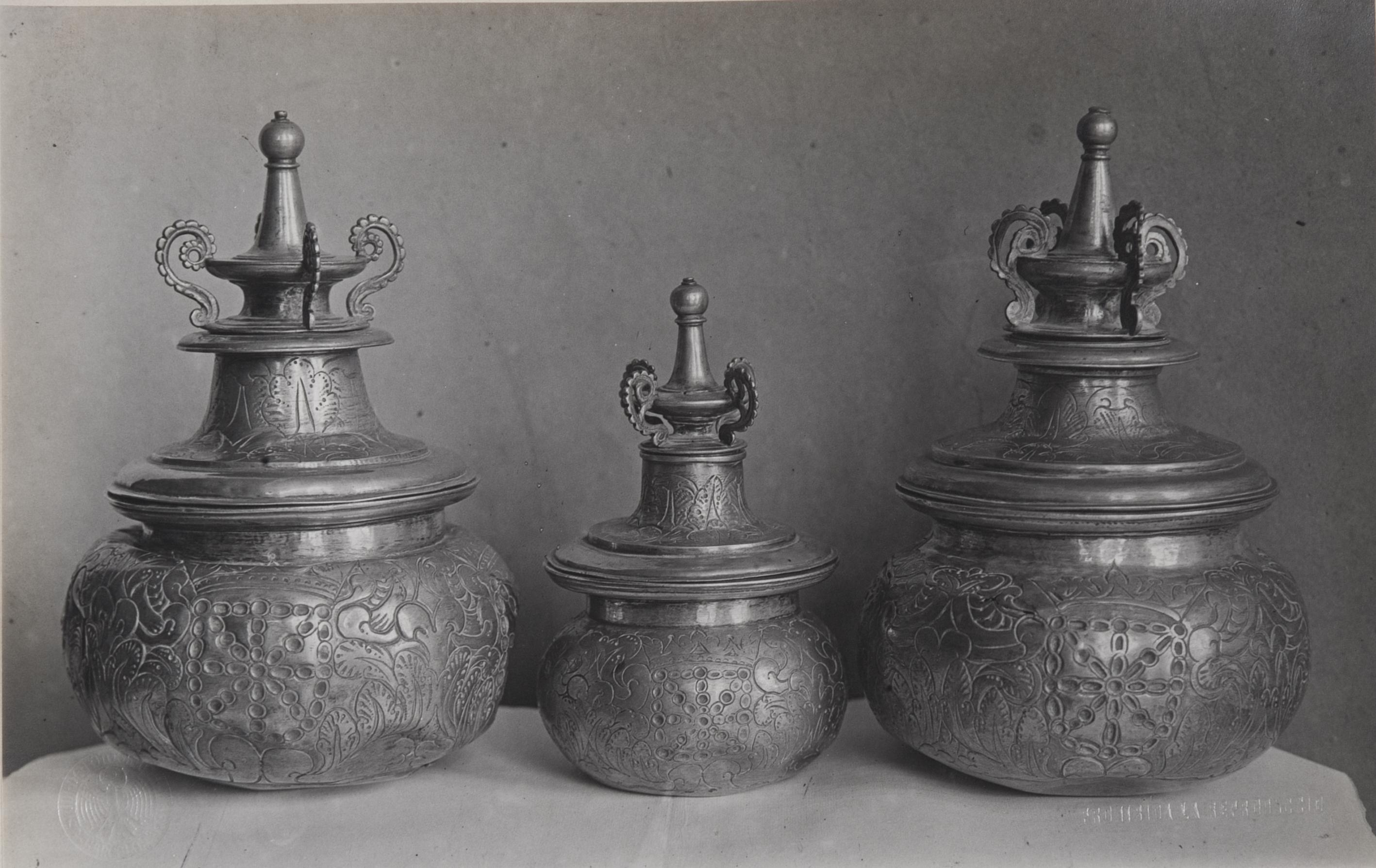
Urnas de votación de las Cortes de Navarra. Palacio de Navarra

Queda constancia en las Cortes de Navarra celebradas en Tudela (1538) que el texto ya estaba preparado. Al rey Felipe II (IV de Navarra) se le envió un original encuadernado en terciopelo carmesí y con cerraduras de plata. Sin embargo, «la oposición de los representantes del Reino a insertar en el proyecto las ordenanzas y provisiones no emanadas de las Cortes» fue la razón política que impidió la publicación del Fuero Reducido en su momento.
Una de las figuras conocidas que participaron en esta primera elaboración del Fuero Reducido fue el tudelano Pedro de Pasquier que, junto con Pedro Balanza, también formó parte de un segundo intento recopilador emprendido a mediados del siglo XVI a instancias del virrey, el duque de Alburquerque, Beltrán II de la Cueva y Toledo, que contaba con el parecer del Consejo de Navarra. Ambos, además, figuran desde 1550 ocupando plaza de navarros dentro del mencionado Consejo.

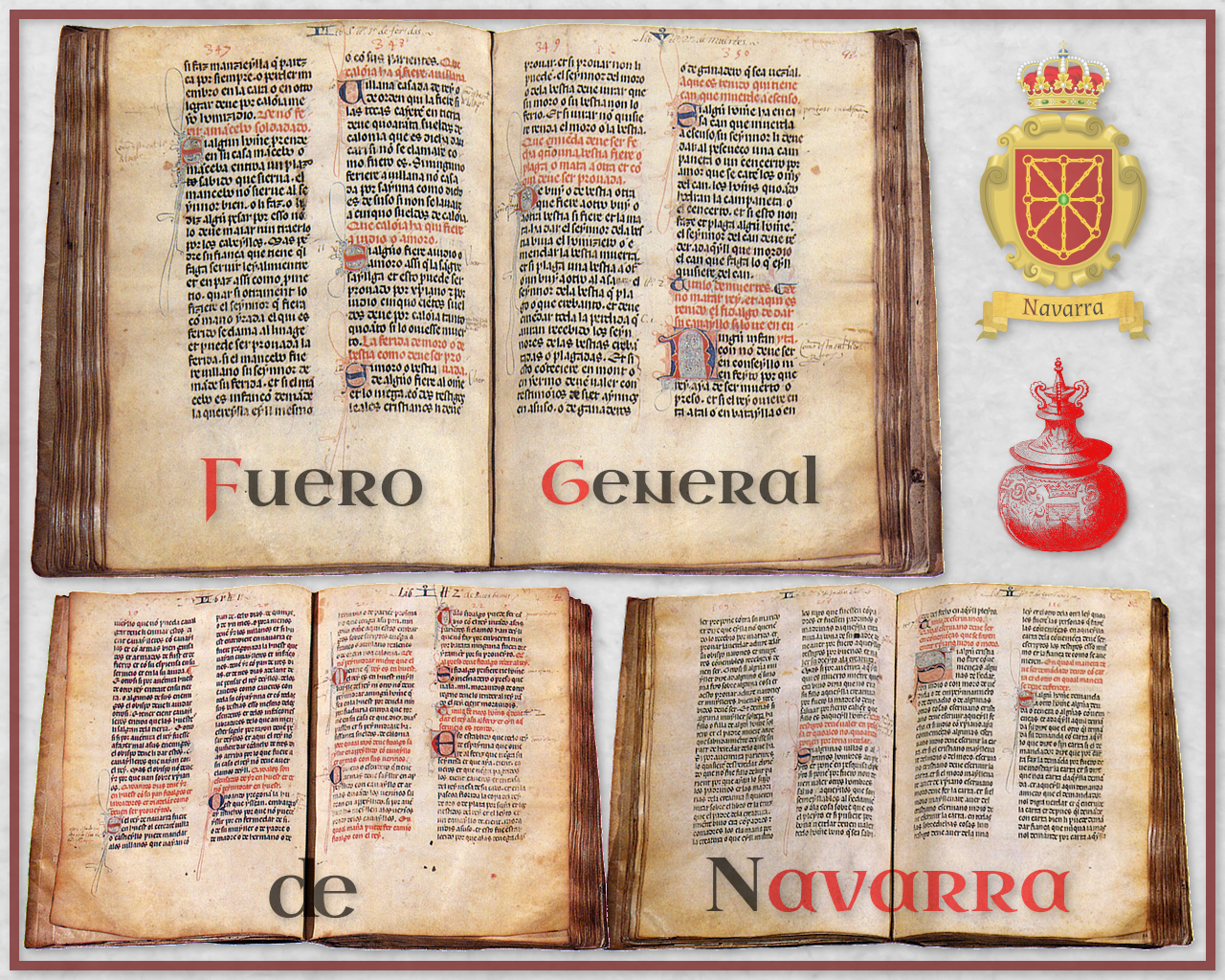
Collage del Fuero General de Navarra

### Cortes de Tudela (1565) y Estella (1567)
En las Cortes celebradas en Tudela en 1565 se solicita nuevamente la aprobación e impresión del Fuero Reducido aunque se tiene presente que en el informa del Consejo de Castilla de 1538 ya se habían señalado los capítulos que se debían modificar y, en consecuencia, se abren a la idea de una nueva revisión. En fecha de diciembre de 1567, las Cortes de Navarra reunidas en Estella dejan constancia de que el contenido del Fuero Reducido había sido revisado por Miguel Ruiz de Otálora (regente del Consejo Real de Navarra entre 1562-1569), el consejero Atondo y Pedro de Pasquier, también miembro del Consejo.
Durante todo el siglo XVI este manuscrito del Fuero Reducido se convirtió en «caballo de batalla en la confrontación con el monarca sobre las cuestiones de extranjería y lo relacionado con el nombramiento de oficios y beneficios» y se buscaba «impulsar la impresión de su legislación» tarea que pudo verse afectada, en parte, por «la carencia de talleres de imprenta» que hasta la década de los años 40 no se volvieron a instalar en Estella. También parece que la Corona española mantiene hacia esta recopilación ciertas reservas, como ya informaba el Consejo de Castilla, a la hora de su sanción ya que ciertos capítulos «cuya elaboración se remontaba a los siglos XIII-XIV eran discordantes con las prerrogativas de la autoridad real en una monarquía cada vez más reforzada por la consolidación del concepto de Estado moderno.» El impresor Adrián de Amberes se traslada a Pamplona a partir de 1567 «para cumplimentar el encargo que le habían prometido tanto el Consejo como las Cortes, es decir, el proyecto de impresión del Fuero Reducido.» No podrá llevar a cabo esta empresa provocándole «grandes quebrantos económicos» que hace constar en un memorial dirigido a las Cortes donde se lamenta de tales problemas financieros.
A pesar de todos estos problemas iniciales para su impresión y sanción real, para María Isabel Ostolaza, «los juristas del Consejo Real de Navarra lo tuvieron en especial estima, pues fue consultado y comparado con ordenanzas y leyes de reinos vecinos y con la literatura jurídica de los más notables expertos». Prueba de ello, afirma Carmen Jusué, es que en 1686 finalmente pudo ser impreso en un volumen promovido por las Cortes bajo el título de Fueros del Reino de Navarra desde su creación hasta su feliz unión con el de Castilla y recopilación de las leyes promulgadas desde dicha unión hasta el año 1685 en una edición encargada a Antonio Chavier e impresa en Pamplona en 1686 por Martín Gregorio de Zabala. Como informa el prof. Floristán Imízcoz, «era la primera vez que se imprimía a el "Fuero", lentamente gestado a lo largo del siglo XIII, y el "amejoramiento" del rey Felipe III de Navarra (1330).» Poco más tarde, en 1735, se publica la recopilación elaborada por Joaquín de Elizondo.

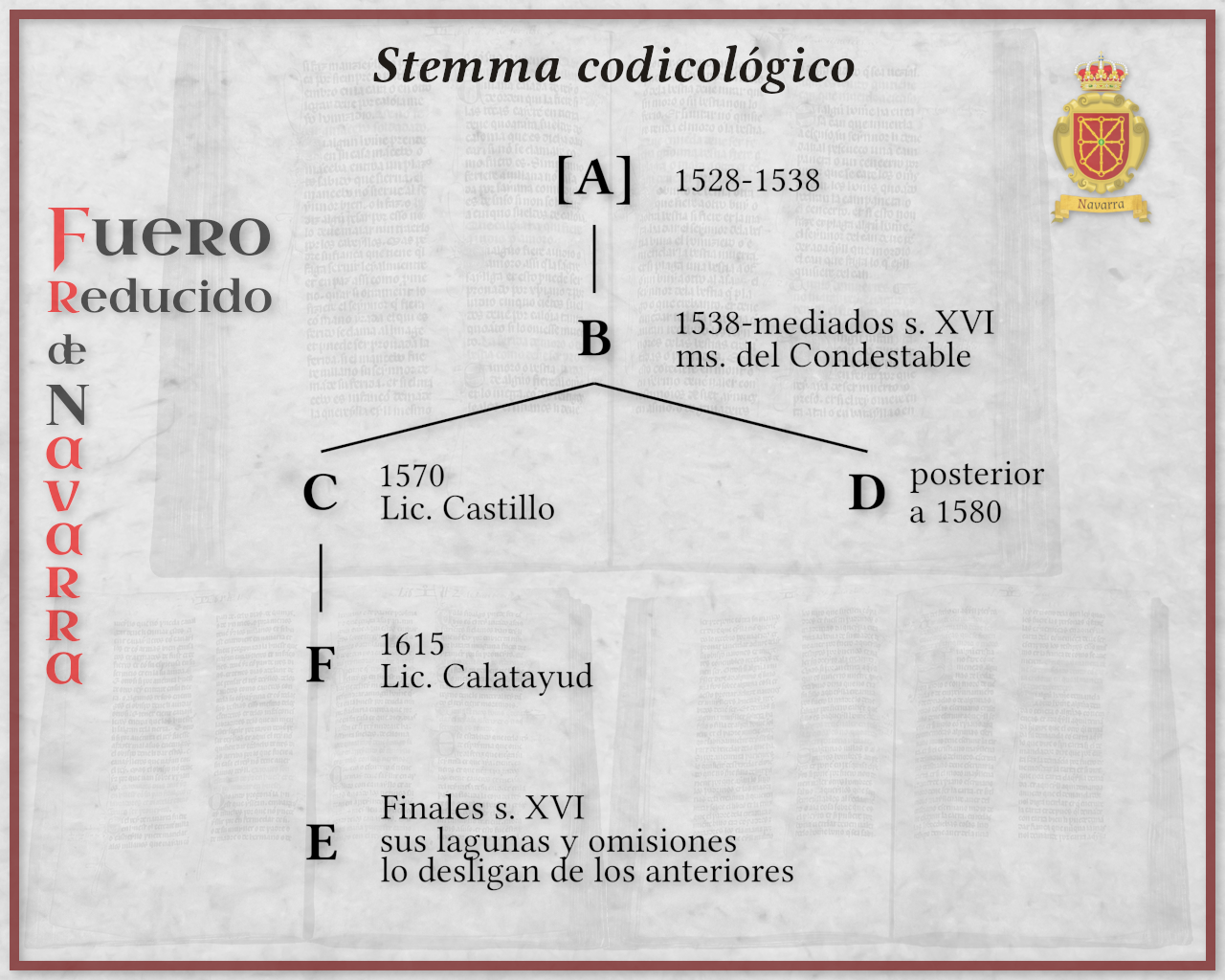
Stemma codicológico del Fuero Reducido de Navarra

## Manuscritos

### Ms. A (1528-1538)
Como ya se indicado antes, el manuscrito original (A) debió realizarse entre los años 1528-1538. En las Cortes de 1528 se forma la comisión de expertos designados con representantes de los 3 brazos además de juristas pertenecientes al Consejo Real de Navarra. El virrey Diego Hurtado de Mendoza da cuenta en 1535 de que las tareas progresan lentamente. Para las Cortes de Tudela (1538) ya estaba finalizado. 
Según referencias posteriores, el manuscrito era un «libro cubierto de terciopelo carmesí, con cerraduras de plata». Como medida cautelar, estas mismas Cortes tudelanas disponen lo necesario para elaborar una copia al tiempo que determinan que se custodie el original en el monasterio de Leyre mientras que la copia se entregue al Condestable de Navarra, de la casa de los Beaumont. En 1557 el original se le entrega al virrey, duque de Alburquerque que lo traslada al Archivo del Reino situado por entonces en la Iglesia de San Cernin. Debió ser este manuscrito el enviado en 1568 a Felipe II ya que no hay rastro del mismo en el Archivo General de Navarra mientras que, por contra, sí se conservan todas las copias realizadas del mismo posteriormente.

### Ms. B (1538-mediadossigloXVI)
También conocido como manuscrito del Condestable (B) fue la primera copia realizada tras completar el original (A) y puesta bajo custodia del Condestable de Navarra, del linaje beaumontés del conde de Lerín que lo conservó en su palacio de Lerín durante bastante tiempo. Es muy probable que a finales del siglo XVI, según se remitió el original al rey Felipe II, este manuscrito se trasladara al Archivo del Reino. Se ha identificado mediante noticias de 1565 que describen el libro con el mismo número de páginas (121 hojas) que el descrito.
El manuscrito es un pergamino en mal estado de conservación que, a pesar de una reciente restauración, sigue mostrando muchos folios total o parcialmente ilegibles. Utiliza una letra humanística cursiva bastante caligráfica, presentando una ornamentación continuadora de la tradición medieval, imitando al Fuero General y con una estructura similar. Todo el conjunto está paginado en la parte superior con numeración romana. Por sus caracteres externos, y gracias a noticias aportadas por las Cortes navarras, su datación se delimita entre 1538 y mediados del siglo XVI. Lleva una anotación posterior, de principios del siglo XVII, en la cubierta que, a modo de título, resume el contenido: "Códice del Fuero llamado Reducido, que se intentó poner en ejecución después de la unión de Navarra con Castilla, y no se llevó a efecto, porque el gobierno y los tribunales querían insertar en él las reales órdenes y otras providencias que no dimanaban de las Cortes."

### Ms. C (1570)
Es un manuscrito del Lic. Castillo (C) en papel con cubierta de pergamino escrito utilizando una letra estilo humanística cursiva de gran tamaño, con alguna ornamentación y encabezado con el título general de "Códice del Fuero Recopilado que se intentó establecer en Navarra y no tuvo efecto, con nombre de Reducido." Respecto a los anteriores, añade una tabla índice, a modo de sumario del contenido (ocupando 24 páginas a doble columna) y el contenido foral siguiente se presenta en 187 folios paginados. En la parte final también añaden un índice alfabético de materias en 37 folios.
El manuscrito incluye constancia del amanuense y fecha en que realizó la copia: "Trasladelo yo en Lerín, del Fuero del Condestable, año 1570. Licenciado Joan del Castillo". También sirve de constatación, por las notas marginales, de la finalización del manuscrito original: "Fin del sobredicho fuero, el qual se reformó por los sobredichos en el prólogo en el año del Nascimiento de nuestro Señor Jesu Christo de mil y quinientos y treinta y ocho años."

### Ms. D (post. 1850)
En un manuscrito (D) en papel, con letra humanística cursiva similar a la empleada en círculos cercanos a la Corte de Castilla, que utiliza 161 folios por ambas caras encuadernados en pergamino. Lleva por título: "Fuero Reduzido por mandato de los Tres Estados deste Reyno de Navarra" y se conserva, como todos los demás, en la sección de códices forales del Archivo Real y General de Navarra. La falta de datación precisa se establece por aproximación gracias a una mención marginal de las Cortes de Navarra celebradas en Pamplona en 1580. Tampoco presenta constancia del autor de su elaboración.
La cuidada presentación y ejecución es equiparable a la calidad del ms. B, con el que guarda muchos parecidos, aunque presenta en el contenido omisiones importantes, interpretaciones erróneas y lapsus en comparación del manuscrito que sirvió de modelo.

## Contenido
Está estructurado en seis libros que recopilan 815 leyes (capítulos se las llama en la obra). Casi la mitad proceden del Fuero General de Navarra. Del primitivo texto del Fuero Reducido, como se ha indicado, se conservan cinco manuscritos actualmente en el Archivo Real y General de Navarra.

### Libro I: derecho público
Se centra principalmente en cuestiones de derecho público. 
El primer capítulo (o ley) —por su posición cabe pensar que el más importante— habla de “Cuales cosas debe jurar el rey a los de Navarra, antes que los navarros juren al rey”. En otras palabra, «lo que el rey debía jurar era perdonar a los desterrados, no acuñar moneda hasta haber reinado doce años, y no sacar tropas fuera del reino sin consejo de los ricoshombres y sabios del reino, reuniendo Cortes generales.»
Le siguen las habituales dos primeras leyes del Fuero General, «relativas al juramento que debía hacer el rey de respetar los fueros y mejorarlos, no empeorarlos; de deshacer las “fuerzas” o agravios cometidos por él o sus antepasados; de repartir los bienes de la tierra con los naturales navarros y no con extranjeros; no designar más de cinco “extranjeros” (personas que no fuesen naturales navarros) para cargos públicos del reino; y no tomar decisiones importantes y comprometidas para el reino sin el consejo de los Doce ricoshombres o doce sabios del reino.»

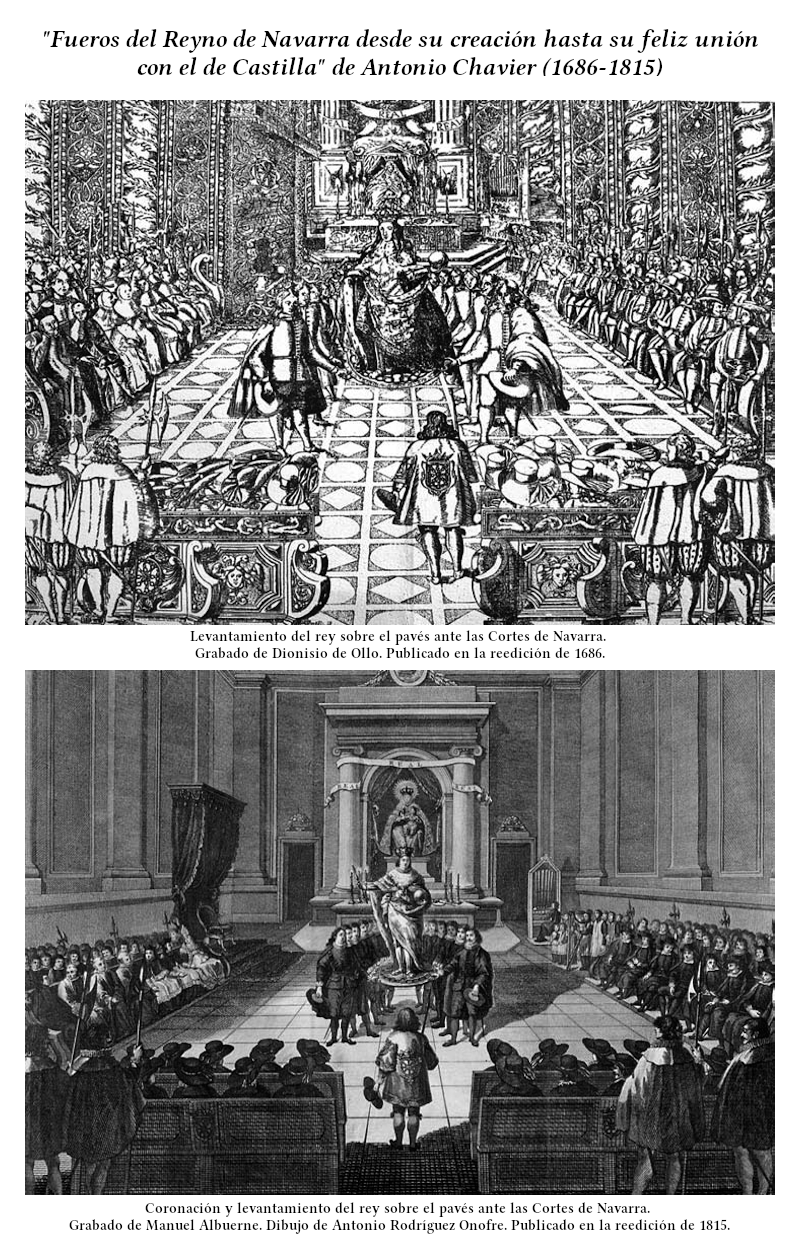
Grabados sobre "Levantamiento del rey sobre el pavés ante las Cortes de Navarra" publicados en sendas ediciones (1686 y 1815) del libro de Antonio Chavier

Otro aspecto recogido en estas primeras leyes se refieren al «ceremonial de la proclamación del rey (juramento y alzamiento).»
También en este primer libro se hace reserva para el rey los asuntos de especial gravedad, los pleitos que el rey o su gobernador quieran retener, y se estipula la convocatoria anual de las Cortes del Reino.
Unos últimos aspectos a destacar son los referidos a:
- tener presente «la nobleza, al clero y al estatus jurídico de ambos»;
- la preferencia a defender «la posición de los naturales frente a los extranjeros»;
- la asignación de «oficios públicos (procurador fiscal, abogado real, alcaldes, jurados, notarios, oficiales de las ciudades)»;
- la función de control de cuentas de la Cámara de Comptos así como los diversos impuestos;
- el mantenimiento de «los principales privilegios locales (como los de Estella en relación con su mercado, o Tudela en cuanto al disfrute de comunales).»[7]

### Libro II: derecho procesal
Aborda cuestiones referentes al derecho procesal siendo «lo más novedoso de este texto en relación con los fueros anteriores.»
Trata del Consejo Real de Navarra, la Corte Mayor y la Cámara de Comptos, es decir de los Tribunales Reales de Navarra, indicando su composición, funcionamiento y competencias. 
Otros aspectos a los que también se hacen referencia, entre otras cuestiones, son:
- los jueces locales y otras figuras relacionadas con la administración de justicia;
- las distintas fases de los procesos;
- las jurisdicciones civil y eclesiástica.[7]

### Libros III y IV: derecho civil
Se ocupa del derecho civil. 
El libro tercero se centra en temas de derecho de familia y derecho de sucesiones fundamentalmente, presentando varias novedades frente al Fuero General, como «el régimen económico matrimonial de conquistas, o los derechos de los hijos adoptivos y de los hijos naturales.»
El libro cuarto, por su parte, se dedica a la legislación referente a obligaciones y contratos.

### Libros V: derecho local o municipal
Se tratan temas relacionados con el derecho local, más propio de la vida municipal, «como la adquisición de la vecindad, ordenanzas municipales, disfrute de comunales, límites, o edificaciones.»

### Libro VI: derecho penal
Se dedica al derecho penal, con penas que ya no son corporales y eliminando las antiguas ordalías o juicios de Dios, aspectos ya anacrónicos en pleno siglo XVI y que se recogen en el Fuero General.